# Novo Sarajevo
Novo Sarajevo es un municipio de Bosnia y Herzegovina. Se encuentra en el cantón de Sarajevo, dentro del territorio de la Federación de Bosnia y Herzegovina. Es uno de los cuatro municipios que conforman la ciudad de Sarajevo, junto con Centar, Novi Grad y Stari Grad.

## Localidades
En el año 1991 el municipio de Novo Sarajevo se encontraba subdividido en las siguientes localidades:
- Klek.
- Kozarevići.
- Lukavica.
- Miljevići.
- Petrovići.
- Sarajevo (en partie).
- Toplik.
- Tvrdimići.

Estas localidades quedaron englobadas en el municipio de nueva creación Istočno Novo Sarajevo, de la República Srpska, desde entonces, el municipio de Novo Sarajevo se compone de las siguientes localidades:
- Čengić Vila I.
- Čengić Vila II.
- Dolac.
- Gornji Kovačići.
- Gornji Velešići.
- Grbavica I.
- Grbavica II.
- Hrasno.
- Hrasno Brdo.
- Kovačići.
- Kvadrant.
- Malta.
- Pofalići I.
- Pofalići II.
- Trg Heroja.
- Velešići.
- Vraca.
- Željeznička.

## Demografía
En el año 2009 la población del municipio de Novo Sarajevo era de 73 371 habitantes. La superficie del municipio es de 9,9 kilómetros cuadrados, con lo que la densidad de población era de 7 411 habitantes por kilómetro cuadrado.